# Borstige Robinie
Die Borstige Robinie (Robinia hispida) ist ein Strauch mit roten bis rosenfarbenen Blüten aus der Unterfamilie der Schmetterlingsblütler (Faboideae). Das natürliche Verbreitungsgebiet liegt in den Vereinigten Staaten. Die Art wird sehr häufig als Zierstrauch verwendet.

## Beschreibung

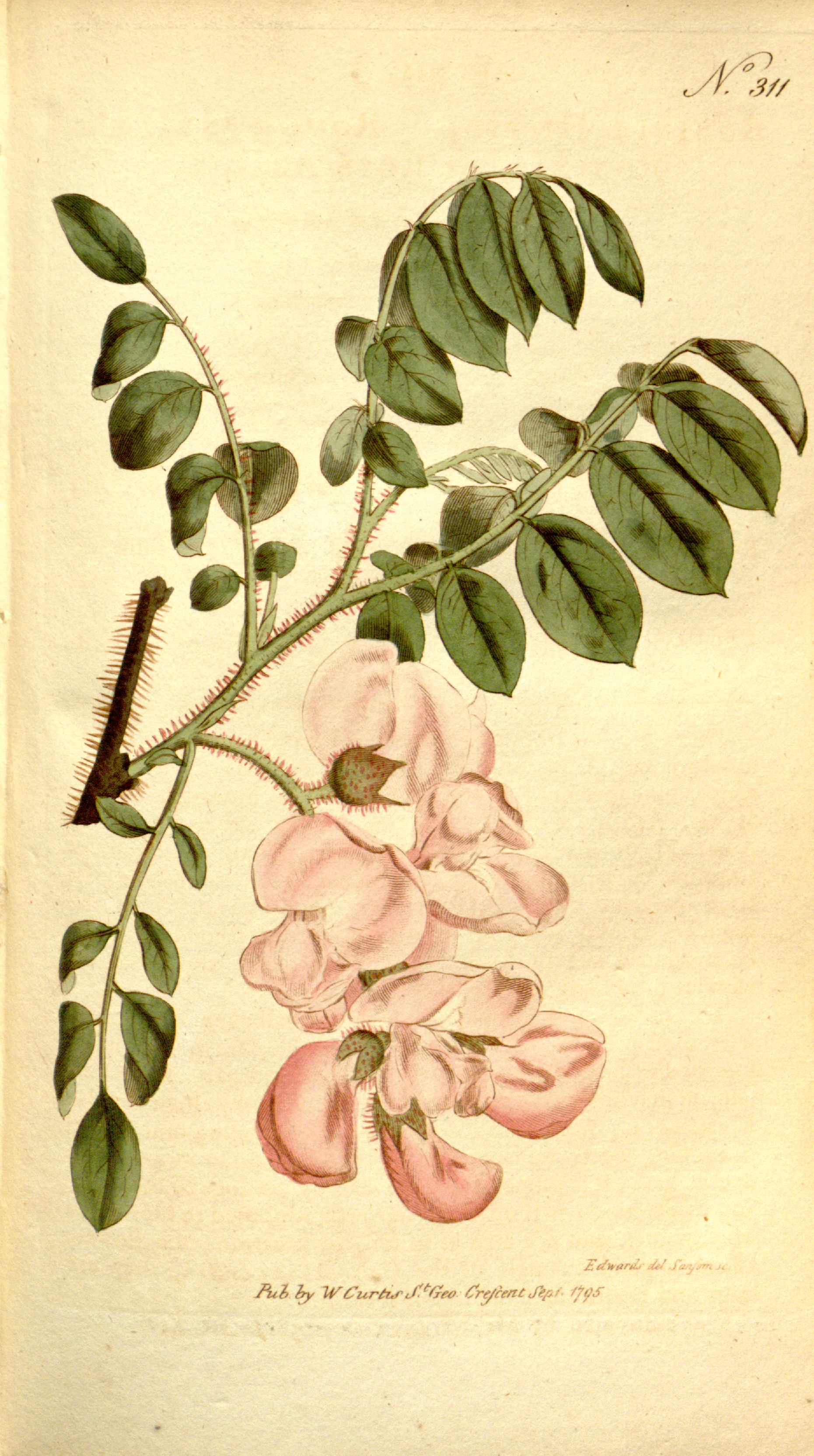
Illustration

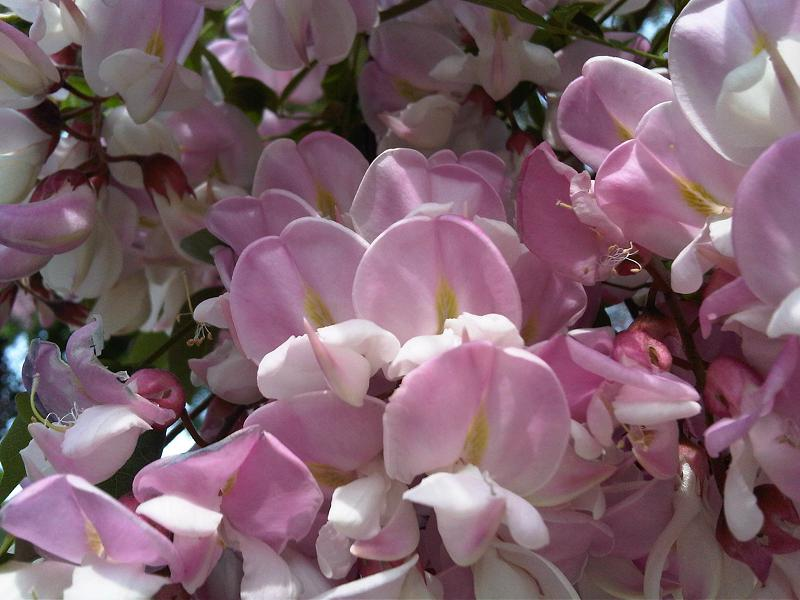
Blüten

Die Borstige Robinie ist ein 1 bis 3 Meter hoher, laubabwerfender und Wurzelsprosse bildender Strauch. Junge Zweige sind grün und dicht angedrückt purpurn, rau, drüsig und weiß, fein behaart. Zweijährige Zweige sind brüchig, dunkel graubraun und dicht borstig, braun behaart. Die Laubblätter sind 15 bis 30 Zentimeter lang. Die Blattspindel ist anliegend, borstig und weiß, gekräuselt behaart. Die Oberseite ist gerillt. Die Blättchenstiele sind angedrückt weiß behaart. Die Nebenblätter der Blättchen sind grannenförmig und bleibend. Je Blatt werden fünf bis sieben, selten acht Paare Blättchen gebildet. Die Blättchen sind kahl, 1,8 bis 5 Zentimeter lang und 1,5 bis 3,5 Zentimeter breit, wobei das erste, basale Paar oft kleiner ist. Sie sind oval, eiförmig, breit eiförmig oder rundlich, mit gerundeter und begrannter Spitze und gerundeter Basis. Die Oberseite junger Blättchen ist dunkelrot und wird später dunkelgrün, die Unterseite ist graugrün und der Mittelnerv ist spärlich angedrückt behaart.
Die achselständigen Blütenstände sind etwa 2,5 Zentimeter lange Trauben aus drei bis acht Blüten. Alle Teile außer der Blütenkrone sind angedrückt, purpurn, drüsig und weiß behaart. Die Blütenstandsachse ist 4 bis 8,5 Zentimeter lang. Die Tragblätter sind 5 bis 6 Millimeter lang, eiförmig-lanzettlich, manchmal dreilappig und allmählich geschwänzt. Sie fallen früh ab. Der Blütenkelch ist purpurn und undeutlich glockenförmig.  Der Blütenbecher ist etwa 5 Millimeter lang, die Kelchzipfel sind dreieckig, 3 bis 6 Millimeter lang mit geschwänzter bis pfriemlicher Spitze. Die Blütenkrone ist rot bis rosenfarbig. Die Kronblätter sind gestielt. Die Fahne ist 2 Zentimeter lang und 3 Zentimeter breit, ungefähr nierenförmig mit buchtiger Spitze. Die Flügel sind etwa 2 Zentimeter lang, sichelförmig und geöhrt. Das Schiffchen ist 1,5 Zentimeter lang, beinahe dreieckig, mit gerundeter und geöhrter Spitze. Die Staubblätter sind in zwei Gruppen angeordnet, ein Staubblatt steht frei gegenüber der Fahne. Die Staubbeutel sind oval. Der Fruchtknoten ist mehr oder weniger stielrund und hat viele Samenanlagen. Die Narbe ist endständig. Als Früchte werden 5 bis 8 Zentimeter lange und 8 bis 12 Millimeter breite, abgeflachte, gerade, dicht mit drüsig borstigen Haaren versehene, spitze Hülsen mit drei bis fünf Samen gebildet. Die Borstige Robinie blüht von Mai bis Juni, die Früchte reifen von Juli bis Oktober.
Die Chromosomenzahl beträgt 2n = 30.

## Verbreitung und Standortansprüche
Das natürliche Verbreitungsgebiet liegt in den Vereinigten Staaten in Alabama, Georgia, im Osten von Kentucky, in North Carolina, South Carolina, Tennessee und Virginia. Die Borstige Robinie wächst in Steppen und Trockenwäldern auf trockenen bis frischen, schwach sauren bis stark alkalischen, sandigen, sandig-kiesigen oder sandig-lehmigen, nährstoffreichen Böden an sonnigen bis lichtschattigen Standorten. Die Art ist nässeempfindlich, wärmeliebend und meist frosthart. Sie wird der Winterhärtezone 6a zugeordnet mit mittleren jährlichen Minimaltemperaturen von −23,3 bis −20,6 °C.

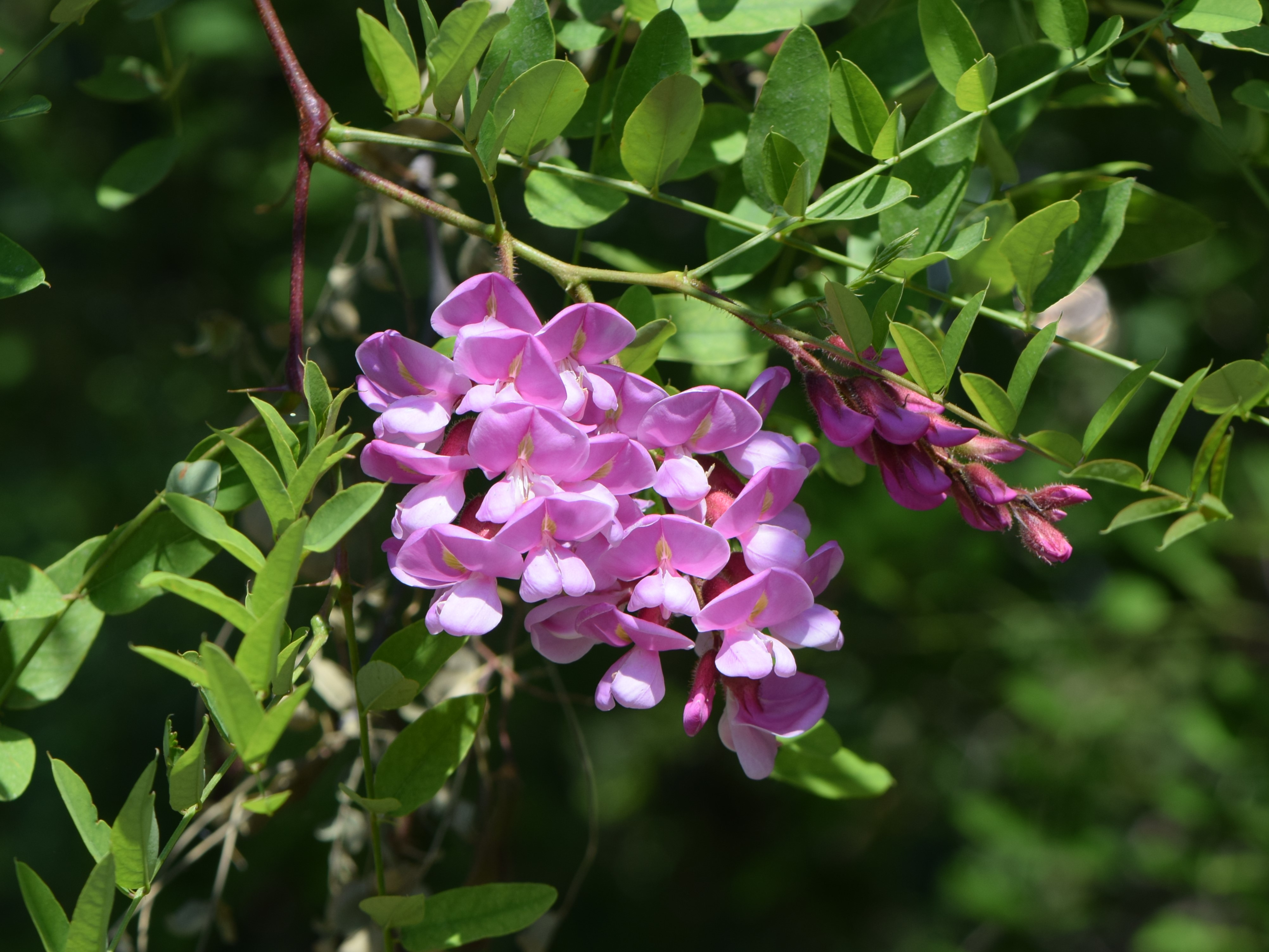
Robinia hispida var. kelseyi

## Systematik
Die Borstige Robinie (Robinia hispida) ist eine Art aus der Gattung der Robinien (Robinia) in der Familie der Hülsenfrüchtler (Fabaceae). Dort wird sie in der Unterfamilie der Schmetterlingsblütler (Faboideae) der Tribus Robinieae zugeordnet. Die Art wurde von Carl von Linné 1767 in seinem Werk Mantissa Plantarum Seite 101 erstbeschrieben. Der Gattungsname Robinia wurde von Linné für die aus Nordamerika stammende Art Robinia pseudacacia gewählt, die zuvor als Acacia Americana Robini bekannt war. Der Name verweist auf den französischen Hofgärtner und Direktor des Jardin des Plantes in Paris Jean Robin (1550–1629). Er soll die Art von Amerika nach Frankreich gebracht haben. Wahrscheinlicher ist jedoch, dass sein Sohn Vespasien Robin (1579–1662) die Art aus Samen gezogen hat, die er aus Amerika erhalten hatte. Das Artepitheton hispida stammt aus dem Lateinischen und bedeutet „rau“ oder „steifhaarig“.
Es werden drei Varietäten unterschieden:
- Robinia hispida var. fertilis (Ashe) R. T. Clausen, die auch als eigene Art Robinia fertilis Ashe beschrieben wurde.
- Robinia hispida var. hispida
- Robinia hispida var. kelseyi (J. F. Cowell ex Hutch.) Isely, die auch als eigene Art Robinia kelseyi J. F. Cowell ex Hutch. beschrieben wurde. Der Name der Varietät ehrt den amerikanischen Landschaftsarchitekten Harlan Kelsey (1872–1958) aus Boston (Mass.), der sie kultiviert hat.

## Verwendung
Die Borstige Robinie wird aufgrund ihrer bemerkenswerten Blüten sehr häufig als Zierstrauch verwendet. Eine bekannte Sorte ist 'Macrophylla' mit kräftigerem Wuchs, nur weich behaarten Zweigen und größeren Blüten und Blättchen.